# 帕奧帕奧
帕奥帕奥（Pao Pao）是位於法屬玻里尼西亞莫雷阿島的一個村莊，此村莊擁有人口4,244人，使得它成為莫雷阿島最大的村莊。

## 歷史
帕奥帕奥村這片區域最初是被來自亞洲的旅行者定居，他們用樹枝建造房屋，靠捕殺魚類生活。當著名的庫克船長來到莫雷阿島時，他與島上的居民取得了聯絡，之後繼續了他的旅程，庫克灣（Cook's Bay）因此而得名。
| 西暦 (年) | 人口 (人) |
| --------- | --------- |
| 1977      | 1,690     |
| 1983      | 1,914     |
| 1988      | 2,413     |
| 1996      | 3,085     |
| 2002      | 3,852     |
| 2007      | 4,244     |
| 2012      | 4,580     |
| 2017      | 4,639     |

## 交通

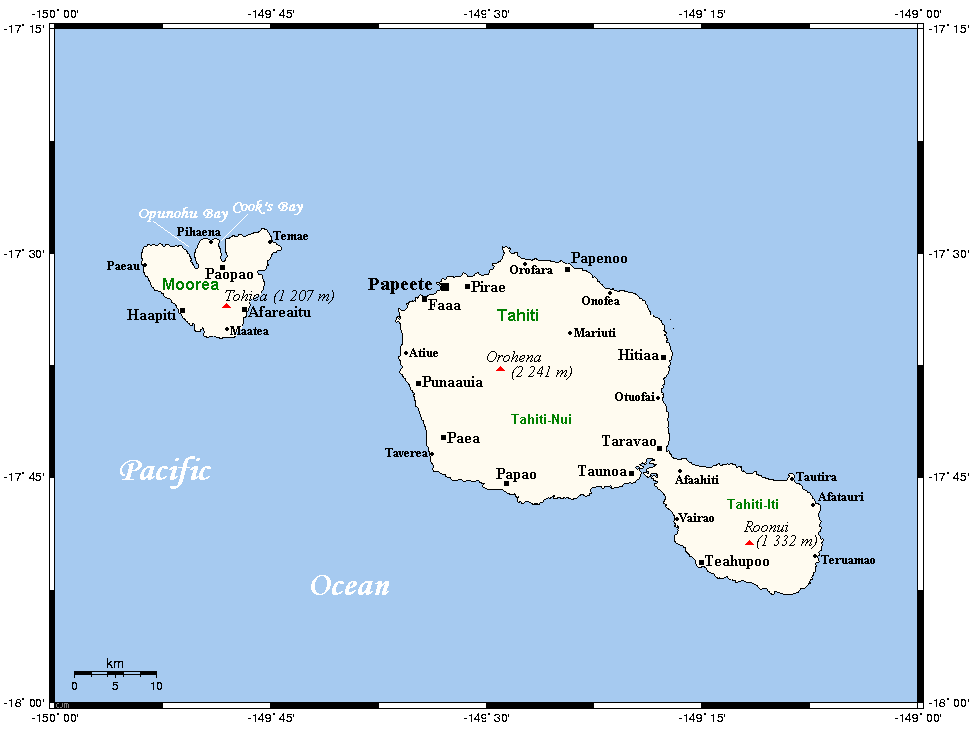
莫雷阿島與大溪地島的地圖

帕奥帕奥村的居民常常乘坐莫雷阿機場的飛機前往法屬玻里尼西亞的其他島嶼，從莫雷阿島出發前往附近的大溪地島則有一艘只需45分鐘即可到達的渡輪，交通工具幫助此地區的旅遊業大量發展。

## 地理
帕奥帕奥村位於莫雷阿島庫克灣的底部，被很多山脈與有限的平原所環繞。

## 經濟
帕奥帕奥村因是莫雷阿島果汁工廠的所在地而眾所周知，工廠向遊客展示果汁的製作方法，並且在附近商店售賣果汁。帕奥帕奥村的超市是這個村莊主要的商店。